# Borkhausenia venturellii
Borkhausenia venturellii is een vlinder uit de familie sikkelmotten (Oecophoridae). De wetenschappelijke naam is voor het eerst geldig gepubliceerd in 1923 door Costantini.
De soort komt voor in Europa.